# Modesto Soruco
Modesto Soruco Saucedo (ur. 12 lutego 1966 w San Ignacio de Velasco) – piłkarz boliwijski grający na pozycji defensywnego pomocnika.

## Kariera klubowa
W latach 1986–1997 Soruco był zawodnikiem klubu Club Blooming. W jego barwach zadebiutował w pierwszej lidze boliwijskiej. Następnie występował w takich zespołach jak: CD San José, Independiente Petrolero Sucre, Club Aurora i Real Santa Cruz.

## Kariera reprezentacyjna
W 1994 roku Soruco został powołany przez selekcjonera Xabiera Azkargortę do reprezentacji Boliwii na Mistrzostwa Świata w USA. Tam był rezerwowym i rozegrał jedno spotkanie, przegrane 1:3 z Hiszpanią. Ogółem w kadrze narodowej rozegrał 23 mecze. Grał także na Copa América 1991 i Copa América 1993.